# Sacha Vierny
Sacha Vierny (Bois-le-Roi, 10 augustus 1919 – Vannes, 15 mei 2001) was een Frans director of photography.
Vierny was van Russische afkomst. Hij studeerde aan het Institut des hautes études cinématographiques, sinds 1988 onderdeel van La fémis. Vierny was van 1955 (Nuit et Brouillard) tot 1984 (L'Amour à mort) geassocieerd met regisseur Alain Resnais en dus sterk betrokken bij de nouvelle vague. Na 1985 werkte hij veel samen met Peter Greenaway. Andere regisseurs waarmee Vierny werkte waren onder meer Luis Buñuel, Raoul Ruiz, Pierre Kast, Chris Marker en Paul Paviot.
Vierny ligt begraven op het kerkhof van Bangor, op het eiland Belle-Île-en-Mer. Naast hem rust Pierre Jamet, fotograaf en zanger.

## Erkenning
Vierny werd tweemaal genomineerd voor een César de la meilleure photographie; in 1981 voor Mon oncle d'Amérique (1980) en in 1985 voor L'Amour à mort (1984).
Op het Catalaans internationaal filmfestival van Sitges won hij drie maal de prijs voor beste cinematografie, met name voor The Cook, the Thief, His Wife and Her Lover in 1989, voor The Baby of Mâcon in 1993, en voor The Pillow Book in 1996.

## Films (selectie)
- 1949 - Le Point du Jour van Louis Daquin (assistant réalisateur)
- 1954 - Le Chant des fleuves van Joris Ivens
- 1955 - Nuit et Brouillard van Alain Resnais
- 1957 - Lettre de Sibérie van Chris Marker
- 1959 - Hiroshima mon amour van Alain Resnais
- 1960 - Le Bel Âge van Pierre Kast
- 1960 - La Morte-Saison des amours van Pierre Kast
- 1960 - Merci Natercia van Pierre Kast
- 1960 - La Main chaude van Gérard Oury
- 1961 - L'Année dernière à Marienbad van Alain Resnais
- 1962 - Portrait-robot van Paul Paviot
- 1962 - Climats van Stellio Lorenzi
- 1963 - Muriel ou le Temps d'un retour van Alain Resnais
- 1964 - Aimez-vous les femmes? van Jean Léon
- 1966 - De dans van de reiger van Fons Rademakers
- 1966 - La guerre est finie van Alain Resnais
- 1967 - La Musica van Marguerite Duras en Paul Seban
- 1967 - Belle de jour van Luis Buñuel
- 1968 - Caroline chérie van Denys de La Patellière
- 1968 - Le Tatoué van Denys de La Patellière
- 1969 - La Main van Henri Glaeser
- 1971 - Bof... Anatomie d'un livreur van Claude Faraldo
- 1972 - La Nuit bulgare van Michel Mitrani
- 1972 - Le Moine van Ado Kyrou
- 1973 - Les Granges brulées van Jean Chapot
- 1974 - Stavisky van Alain Resnais
- 1977 - La Vocation suspendue van Raoul Ruiz
- 1977 - Le Diable dans la boîte van Pierre Lary
- 1977 - Le Conseiller Crespel van Robert Pansard-Besson
- 1977 - Baxter, Vera Baxter van Marguerite Duras
- 1979 - L'Hypothèse du tableau volé van Raúl Ruiz
- 1980 - Le Chemin perdu van Patricia Moraz
- 1980 - Le fils puni van Philippe Collin
- 1980 - Mon oncle d'Amérique van Alain Resnais
- 1981 - Beau-père van Bertrand Blier
- 1982 - Le Rose et le blanc van Robert Pansard-Besson
- 1983 - Les Trois couronnes du matelot van Raúl Ruiz
- 1984 - Clash van Raphaël Delpard
- 1984 - La Femme publique van Andrzej Żuławski
- 1984 - L'Amour à mort van Alain Resnais
- 1985 - A Zed and Two Noughts van Peter Greenaway
- 1987 - The Belly of an Architect van Peter Greenaway
- 1988 - Drowning by Numbers van Peter Greenaway
- 1989 - The Cook, the Thief, His Wife and Her Lover van Peter Greenaway
- 1991: Prospero's Books van Peter Greenaway
- 1992 - L'Autre Célia van Irène Jouannet
- 1993 - The - Baby of Mâcon van Peter Greenaway
- 1996 - The Pillow Book van Peter Greenaway
- 1998 - Dormez, je le veux ! van Irène Jouannet
- 1999 - 8½ Women van Peter Greenaway
- 2000 - The Man Who Cried van Sally Potter